# Sandovský rajón
Sandovský rajón (rusky Сандовский район) je jeden z rajónů Tverské oblasti v Rusku. Jeho administrativním centrem je sídlo městského typu Sandovo. V roce 2010 zde žilo 6 797 obyvatel.

## Geografie
Rajón leží na severovýchodě Tverské oblasti. Jeho rozloha je 1603 km². Skládá se ze šesti samosprávných obecních obvodů, z toho je jeden městský a pět vesnických.
Sousední rajóny:
- sever – Pestovský rajón (Novgorodská oblast), Ustjuženský rajón (Vologdská oblast)
- východ – Vesjegonský rajón
- jih – Molokovský rajón, Maxatichynský rajón
- západ – Lesnojský rajón